# Lądowisko Stegna
Lądowisko Stegna – lądowisko wielofunkcyjne w Stegnie, położone w gminie Stegna, w województwie pomorskim, ok. 16 km na północ od Nowego Dworu Gdańskiego. Lądowisko należy do firmy General Aviation Services Sp. z o.o.
Lądowisko powstało w 2013, figuruje w ewidencji lądowisk Urzędu Lotnictwa Cywilnego. 
Dysponuje trawiastą drogą startową o długości 480 m.